# Skövde socken
Skövde socken i Västergötland ingick i Kåkinds härad, uppgick 1914 i Skövde stad och området är sedan 1971 en del av Skövde kommun, från 2016 inom Skövde distrikt.
Socknens areal var 32,88 kvadratkilometer land. År 1916 fanns här 2 488 invånare. Som sockenkyrka användes Sankta Helena kyrka som delades med Skövde stad och låg där, ej i socknen.

## Administrativ historik
Socknen har medeltida ursprung. 1856 överfördes hit en del av Forsby socken (Öm), där dock jordebokssocknen överfördes först 1885. 
Vid kommunreformen 1862 övergick socknens ansvar för de kyrkliga frågorna till Skövde landsförsamling och för de borgerliga frågorna bildades Skövde landskommun och Öms landskommun (Ömdelen). Skövde landskommunen uppgick 1914 i Skövde stad som 1971 ombildades till Skövde kommun. Församlingen delades 1916 där Ömdelen bildade Öms församling och huvuddelen uppgick i Skövde församling.
1 januari 2016 inrättades distriktet Skövde, med samma omfattning som Skövde församling hade 1999/2000, och vari detta sockenområde ingår.
Socknen har tillhört län, fögderier, tingslag och domsagor enligt vad som beskrivs i artikeln Kåkinds härad. De indelta soldaterna tillhörde Skaraborgs regemente och Västgöta regemente, Kåkinds kompani.

## Geografi
Skövde socken låg kring Skövde med Billingen i väster och kring Ösan. Socknen är en slättbygd i öster och kuperad skogsbygd i väster och nordost.

## Byar och hemman
Skövde socken består historiskt av nedan listade byar och enstaka hemman. När en by har flera hemman anges också hemmansnumren.
- Aneberg, enstaka hemman, första gången i jordeboken 1825.
- Aspö, enstaka hemman, första gången i jordeboken 1561 som kronotorp.
- Blängsås, enstaka hemman, första gången i jordeboken 1815.
- Dälderna (eller Dälerna), enstaka hemman, första gången i jordeboken 1561 som kronotorp. På ägorna och kringliggande mark har stadsdelen Dälderna växt fram.
- Gudmundstorp (ursprungligen Horsås kvarn), ett hemman (1) och en tullkvarn (2). Lydde på 1940-talet under Knistad i Sventorps socken.[7]
- Görjebro (eller Kronokvarn), en tullkvarn (2). Också en vattusåg har funnits på platsen.
- Hasslum, by med två hemman (1 Sörgården och 2 Norregården). På ägorna har stadsdelen Hasslum växt fram.
- Havstena, by med sexton hemman (1 Dunsgården, 1 Lillegården, 2 Uddagården, 3 Östgötagården, 4 Millomgården, 5 Sjöbolet, 6 Lunnagården, 7 Grubbagården, 8 Skräddaregården, 9 Storegården, 10 Norregården, 11 Skattegården, 12 Skattegården, utbrutet ur föregående, 13 Tomten, 14 Skinnaregården och 15 Lunnagården). På ägorna har stadsdelen Havstena växt fram.
- Horsås, by med fem hemman (1 Nolgården, 2 Sörgården, 3 Kablagården, 4 Kvarnegården och 5 Esbjörn Vilskmansgården eller Lassagården) samt en äng (6).På ägorna har stadsdelen Horsås växt fram.
- Ingebrotomten, enstaka hemman, första gången i jordeboken 1611.
- Kankerukan, enstaka hemman.
- Kultomten (eller Kuletomten), ett hemman (1) och en åker (2).
- Källegården, enstaka hemman. På ägorna har stadsdelen Källegården växt fram.
- Käpplunda, by med åtta hemman (1 Lars Olofsgården, 2 Gransikagården, 3 Tomtegårdebn, 4 Stora Mossagården, 6 Per Andersgården, 7 Månsagården, 8 Ännagården och 9 Lille Mossagården). På ägorna har stadsdelen Käpplunda växt fram.
- Risa, Lilla, enstaka hemman.
- Risa, Stora, enstaka hemman, inlagt 1603 under Skövde stad.
- Segerstorp, by med tre hemman (Helgesgården, Västergården och Millomgården) samt en tullkvarn (4). På ägorna har stadsdelen Segerstorp växt fram.
- Stallsiken (eller Stallsikan), enstaka hemman, första gången i jordeboken 1768 som en skattekvarn. På ägorna och kringliggande mark har handelsområdet Stallsiken anlagts med början 2008.
- Troentorp, ett hemman (1), en mosse (2) och en äng (3), första gången i jordeboken 1600 som ett kronotorp.
- Törnestorp, enstaka hemman.
- Åsbotorp, Lilla, enstaka hemman, första gången i jordeboken 1639 som en gräsgäld.
- Åsbotorp, Stora, enstaka hemman, första gången i jordeboken 1600 som ett kronotorp.